# 第39戦術航空旅団 (ウクライナ空軍)
第39戦術航空旅団 (ウクライナ語: 39-та бригада тактичної авіації) は、ウクライナ空軍の航空部隊。

## 歴史
1992年2月、前身であるソ連空軍第894戦闘航空連隊はウクライナ軍に編入された。1999年5月、連隊はMiG-29を操縦するための再訓練がされたが、連隊には新しい機体が導入されなかったため、2001年8月、連隊のパイロットとエンジニアがSu-27の訓練を受け、運用を開始した。Su-27はベルベクに駐留する第9戦闘航空旅団「セヴァストポリ」から移管された。
詳細な時期は不明だが1999年に第9戦闘航空連隊(A3123)に改称された。
2002年7月27日、連隊に所属するSu-27がリヴィウ航空ショー墜落事故を起こした。事故機は曲芸飛行隊「ウクライィーンスィキ・ソーコルィ」所属のパイロットの操縦で飛行していた。事故の原因は整備不良及び操縦ミスとされている。第9戦闘航空連隊長オレグ・ジュベツキーに対して刑事訴訟が起こされたが、無罪とされた。
詳細は日時は不明だが2008年に第9戦術航空旅団に再編された。
2004年12月、連隊はMiG-29で実際に再訓練を行い、連隊の主力装備となった。2008年12月、旅団はSu-27を再訓練し、それ以降運用している。

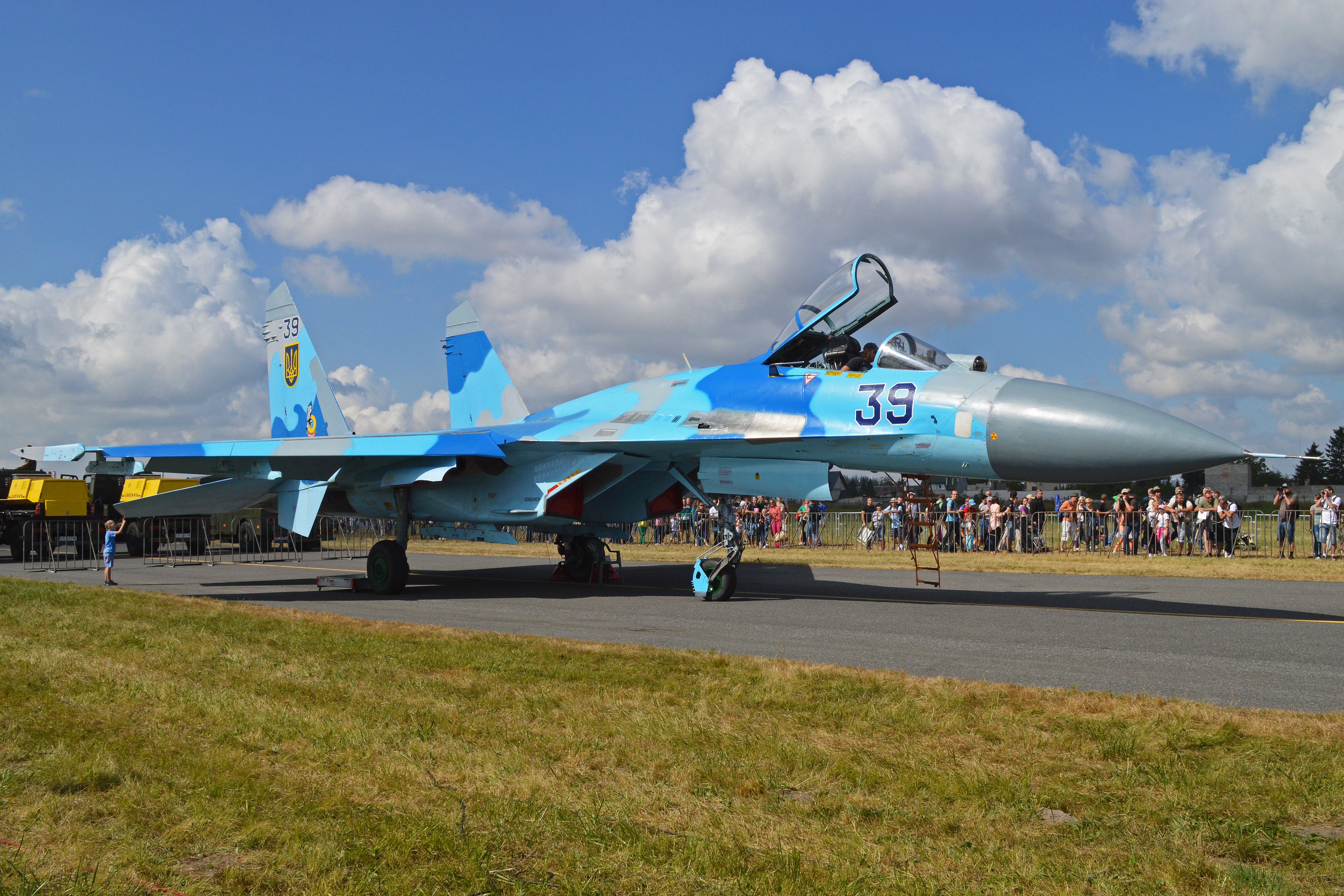
2013年ラドム航空ショーでのSu-27

2011年、第40戦術航空旅団隷下の第39独立戦術航空飛行隊に再編された。
2018年1月1日、第39独立戦術航空飛行隊は戦術航空旅団に再編された。旅団の人事、警備隊、兵站、兵舎、その他すべての施設が再構築され、近代化されたSu-27、An-26、L-39、Mi-8 MTも旅団に移管された。
2022年8月24日、勇気と勇敢さに対する名誉賞を受賞した。